# Gemisch
|  |  |
|  |  |

|  |  |  |  |  |
|  |  |  |  |  |

|  |  |
|  |  |

|  |  |  |  |  |
|  |  |  |  |  |
|  |  |  |  |  |

Unter einem Gemisch (Stoffgemisch) versteht man einen Stoff, der aus mindestens zwei Reinstoffen besteht. Ein Gemisch aus zwei Reinstoffen wird binäres Gemisch oder binäres System genannt, ein Gemisch aus drei Reinstoffen ternäres Gemisch oder ternäres System. Gemische können physikalische Eigenschaften aufweisen, die sich von denen der in ihnen enthaltenen Reinstoffe erheblich unterscheiden. Die physikalischen, mechanischen und rheologischen Eigenschaften eines Gemisches hängen dabei in der Regel von der Zusammensetzung des Gemisches ab und sind den entsprechenden Eigenschaften eines der enthaltenen Reinstoffe in der Regel umso ähnlicher, je höher der Gehalt des betreffenden Reinstoffes ist.

## Arten von Gemischen
Grundsätzlich lassen sich Gemische in zwei Gruppen einteilen:
- In homogenen Gemischen sind die darin enthaltenen Reinstoffe auf molekularer Ebene vermischt oder im Fall von homogenen Legierungen in gleichförmiger Weise in Kristallstrukturen eingebunden. In einem homogenen Gemisch besitzen dessen Komponenten an jedem Ort innerhalb des Volumens, das das homogene Gemisch einnimmt, dieselbe Konzentration. In diesem Gemisch sieht man die einzelnen Bestandteile nicht mehr. → Hauptartikel: Lösung (Chemie)
- Heterogene Gemische werden als Dispersion bezeichnet. In diesem Gemisch sieht man die einzelnen Bestandteile noch. → Hauptartikel: Dispersion (Chemie)

Daneben gibt es in unterschiedlichen Sprachfeldern weitere Bezeichnungen. Wenn von Gemenge die Rede ist, wird darunter oft ein Gemisch von Schüttgütern verstanden, deren Komponenten ihrerseits heterogen von einem Umweltmedium (Luft) durchsetzt sind. Ein Beispiel hierfür sind Kraftfuttermischungen in der Landwirtschaft.
Thermodynamisch formuliert bestehen heterogene Gemische aus koexistierenden Phasen unterschiedlicher stofflicher Zusammensetzung. Nach dem Grad ihrer Dispersität lassen sich heterogene Gemische in grobdisperse und feindisperse heterogene Gemische einteilen. Kompakte grobdisperse heterogene Gemenge werden z. B. im Bergbau als Haufwerk bezeichnet. In der Geologie sind die Bezeichnungen Konglomerat und Brekzie für Gestein geläufig, dass aus Gesteinskomponenten besteht, die durch eine feinkörnige Matrix verkittet sind. In der Metallurgie wird von inhomogenen Legierungen gesprochen. In diesem generell bereits sehr feindispersen Gemisch liegen je nach Art und Menge der Legierungselemente Kristalle mit teilweise unterschiedlicher Gitterstruktur vor. Insbesondere die mechanischen Eigenschaften der Legierung hängen dabei in höchstem Maße von der Dispersität ab, die hier mit Korngröße angegeben wird.
Kolloide sind eine Zwischenform homogener und heterogener Gemische. Beispielsweise ist bei einer kolloidalen Suspension der Feststoff in sehr kleinen Teilchen (typischerweise im Nanometer-Bereich) in der Flüssigkeit verteilt. Deshalb ist das Gemisch heterogen (es enthält mehrere Phasen), es verhält sich aber annähernd wie eine homogene Lösung.

## Beispiele für Gemische
Homogene Gemische, aber auch manche heterogenen Gemische haben einen bestimmten Aggregatzustand (fest, flüssig oder gasförmig). Beispielsweise werden unter Lösungen in der Regel Flüssigkeiten verstanden.
- Beispiele für Feststoffgemische in der Natur sind Dolomit und Granit. Granit ist ein Gemisch aus Quarz, Feldspat, Glimmer und Hornblende. Korund gilt als besonders wertvoll, wenn darin geringe Mengen Titan- oder Eisenoxid (Saphir), oder Chromoxid (Rubin) gelöst sind, also Titan-, Eisen- oder Chromionen in die Kristallstruktur eingebunden sind. Ein grobdisperses Gemisch aus vulkanischen Mineralien und Luft ist Bims. Auch anderes Vulkangestein besteht aus einem Gemisch unterschiedlicher Mineralien.

- In der Getränkeindustrie nennt man Getränkemischungen häufig Verschnitt, oder Cuvée (für Wein im deutschen Sprachgebrauch). Blutplasma ist eine wässerige Lösung. Blut enthält darüber hinaus als Kolloid eine Vielzahl von Partikeln.

- Das bekannteste gasförmige Gemisch ist die Luft. Dieses Gasgemisch besteht im Wesentlichen aus Stickstoff, Sauerstoff und Argon. „Verbrauchte“ Luft enthält darüber hinaus auch nennenswerte Mengen an Kohlendioxid (ab 14 % giftig).

Beispiele von Stoffgemischen in den drei Aggregatzuständen (rot = homogen, gelb = heterogen):
|              | fest                                     | flüssig               | gasförmig               |
| in fest      | Legierungen wie Bronze                   | Tonminerale           | Schaumstoff             |
| in fest      | festes Gemenge wie Gesteins-Konglomerate | Tonminerale           | Schaumstoff             |
| in fest      | Haufwerk                                 | Tonminerale           | Schaumstoff             |
| in flüssig   | Lösungen wie Sole                        | Lösungen wie Wein     | Lösungen wie Sodawasser |
| in flüssig   | Suspensionen wie Blut                    | Emulsionen wie Milch  | Schaum                  |
| in gasförmig | Aerosol (Oberbegriff)                    | Aerosol (Oberbegriff) | Gasgemisch              |
| in gasförmig | Staub, Rauch (z. B. Zigarettenrauch)     | Dampf, Nebel          | Gasgemisch              |

## Maßbegriffe für die Zusammensetzung von Gemischen
Die Zusammensetzung von Gemischen kann über den relativen Gehalt der einzelnen, im Gemisch enthaltenen Komponenten angegeben werden. Übliche Gehaltsangaben sind der Massenanteil, der Stoffmengenanteil sowie der Volumenanteil. Ebenso können Gemischzusammensetzungen über volumenbezogene Konzentrationen der im Gemisch vorhandenen Reinstoffe, wie die Massenkonzentration, die Stoffmengenkonzentration und die Volumenkonzentration, spezifiziert werden. Weiterhin können Gemischzusammensetzungen durch die Molalitäten der im Gemisch vorhandenen Reinstoffe quantifiziert werden. Häufig werden Gemischzusammensetzungen im Hinblick auf bestimmte, im jeweiligen Anwendungskontext relevante Komponenten angegeben. Beispiele hierfür sind die Salinität und der Zuckergehalt.

## Physikalische Chemie
Thermodynamisch kann zwischen idealen und realen Mischungen unterschieden werden. In idealen Mischungen verhalten sich die enthaltenen Reinstoffe so, dass kein Unterschied zwischen ihren Stoffmengenanteilen und ihren thermodynamischen Aktivitäten besteht. In diesem Fall lassen sich die Gemischeigenschaften auf Basis der Stoffmengenanteile vorhersagen. In realen Gemischen sind die Stoffmengenanteile der Komponenten von den Aktivitäten der Komponenten verschieden. Die Gemischeigenschaften lassen sich nur mittels der Aktivitäten, nicht jedoch mittels der Stoffmengenanteile präzise vorhersagen.
Gemische können Phasenübergänge durchlaufen, wobei sich das Phasenverhalten von Gemischen durch Phasendiagramme darstellen lässt. So können feste und flüssige Gemische häufig sowohl thermodynamische Zustände einnehmen, in denen sie homogen sind, als auch thermodynamische Zustände, in denen sie heterogen sind und in Form miteinander im thermodynamischen Gleichgewicht stehender koexistierender Phasen existieren. Ein thermodynamischer Zustand ist dabei neben der Gemischzusammensetzung durch einen bestimmten Druck, eine bestimmte Temperatur und ein bestimmtes Gemischvolumen gekennzeichnet. Ein homogenes Gemisch nimmt in seinem thermodynamischen Zustandsraum einen Zustand ein, in dem es als homogene Mischphase vorliegt. Durch Entmischung kann das homogene Gemisch in ein heterogenes Gemisch überführt werden. Dabei wird es durch eine Zustandsänderung, wie beispielsweise durch eine Temperatur- oder Druckänderung, in einen Bereich seines Zustandsraumes überführt, in dem dieser eine Mischungslücke aufweist. Umgekehrt lassen sich koexistierende Phasen durch eine entsprechende Zustandsänderung wieder in eine homogene Mischphase umwandeln. Weiterhin lassen sich viele homogene Gemische durch Phasenübergänge in andere Aggregatzustände überführen. Hierbei wird meist ein Koexistenzgebiet durchlaufen, in dem eine Phase im Ausgangsaggregatzustand und eine Phase des sich neu bildenden Aggregatzustandes, die sich in ihrer stofflichen Zusammensetzung unterscheiden, koexistieren. Ausnahmen hiervon sind Azeotrope und Eutektika.

## Verfahrenstechnik
Die Herstellung von Gemischen durch Mischen ist eine Grundoperation in der mechanischen Verfahrenstechnik und in der chemischen Reaktionstechnik. Während Gase sich spontan mischen, spielen bei Gemischen im flüssigen Aggregatzustand Mischbarkeiten und Löslichkeiten eine erhebliche Rolle. Eine gebräuchliche Methode zur Herstellung von Gemischen mit zumindest einer flüssigen Komponente ist Rühren. Das Vermischen hochviskoser Komponenten erfolgt unter anderem durch Kneten. Das Mischen von Stoffen ist thermodynamisch mit einer Mischungsenthalpie verbunden und kann exotherm oder endotherm verlaufen. Daher kann auch das Management von Wärmeströmen einen wichtigen Aspekt für die Planung und Durchführung eines Mischvorganges darstellen.
Die Auftrennung von Gemischen in deren Reinstoffe kann mittels diverser technischer Trennmethoden erfolgen. Diese fallen häufig in den Bereich der thermischen Verfahrenstechnik, wie beispielsweise Destillation, Rektifikation, Extraktion, Membrantechnik und Umkehrosmose.

## Begriffe in der Gesetzgebung
In der Gesetzgebung zum Gefahrstoffrecht werden für Reinstoffe und Gemische andere Bezeichnungen verwendet als in der Chemie.
- Der Gesetzgeber verwendet die Bezeichnung Stoff für chemische Reinstoffe (Verbindungen oder Elemente), während sie in der Chemie als Oberbegriff für alle Stoffe gilt.
- In der EU war der Begriff Zubereitung für das Chemikalien- und damit Gefahrstoffrecht bis 2008 als Oberbegriff für Gemische, Gemenge und Lösungen definiert; diese Bezeichnung war nach Einführung des GHS noch bis 1. Juni 2015 erlaubt. Seither wird auch im Gefahrstoffrecht – wie in der Chemie – nur noch die Bezeichnung Gemisch verwendet. Im EU-Recht zum Pflanzenschutz[7] sowie in der Schweizer Chemikalienverordnung wird weiterhin der Begriff Zubereitung verwendet. Es gibt eine Reihe an Grenzfällen, die rechtlich sowohl als Gegenstände als auch als Gemische gelten.[8]

| Begriffsdefinition im Gefahrstoffrecht                          |                                     |                                    |
| EU-Gefahrstoffkennzeichnung Verwendung erlaubt bis 1. Juni 2015 | „Stoff“                             | „Zubereitung“                      |
| GHS-Gefahrstoffkennzeichnung                                    | „Stoff“                             | „Gemisch“                          |
| Umfasst nach chemischer Definition                              | Reinstoffe (Verbindungen, Elemente) | Gemische (homogene und heterogene) |

## Trivia
Verwechslung: Zur Herstellung von Fotoplatten oder Fotopapier wurde ursprünglich eine Silbernitratlösung und Kaliumbromidlösung in flüssiger Gelatine emulgiert auf Glasplatten oder Fotopapier aufgetragen, darum wird diese feste Schicht in der Foto-Fachsprache fälschlich als Emulsion bezeichnet. Tatsächlich reagieren Silbernitrat und Kaliumbromid in der Emulsion zu wasserunlöslichem lichtempfindlichen Silberbromid, was im Flüssig- und Gelzustand eine Suspension in Gelatine ergibt.